# Cyanodermella viridula
Cyanodermella viridula är en lavart som först beskrevs av Miles Joseph Berkeley och Moses Ashley Curtis, och fick sitt nu gällande namn av Ove Erik Eriksson. Cyanodermella viridula ingår i släktet Cyanodermella, och familjen Stictidaceae. Arten är reproducerande i Sverige.